# Il senso della nascita
Il senso della nascita è un saggio dello scrittore e drammaturgo italiano Giovanni Testori realizzato nella forma di un dialogo con Luigi Giussani, sacerdote cattolico e teologo, fondatore del movimento Comunione e Liberazione.

## Storia editoriale
Nel 1980 Giovanni Testori fu incaricato di dirigere una nuova collana di "libri cattolici" dell'editore milanese Rizzoli. I libri della speranza esordirono con un colloquio a due tra lo stesso Testori e don Luigi Giussani sul tema della nascita.
Il sacerdote milanese e il discusso drammaturgo, che da poco aveva abbracciato la fede cattolica, si erano incontrati qualche anno prima, dopo la pubblicazione sul Corriere della Sera di un articolo di Testori intitolato Realtà senza Dio, in cui veniva affrontato il tema del terrorismo dopo l'omicidio di Aldo Moro da parte della Brigate Rosse.
Come si evince dal testo stesso di Il senso della nascita, il nome della collana diretta da Testori fu suggerito dallo stesso Giussani. Negli anni novanta Rizzoli affidò a Giussani la responsabilità di dirigere una simile iniziativa editoriale, I libri dello spirito cristiano, nella falsariga di quanto già fatto da Testori.
Il libro fu ripubblicato nel dicembre del 1989 come supplemento natalizio del settimanale Il Sabato, rivista con la quale Testori aveva collaborato sin dal 1978.
Proprio nella collana I libri dello spirito cristiano diretta da Giussani per Rizzoli, il dialogo fu ripubblicato nel 1998 all'interno del volume La maestà della vita e altri scritti, riproposizione di un libro del 1982 contenente articoli ed interviste di Testori dal Corriere della Sera e da Il Sabato. Infine il libro è stato riproposto in una nuova versione nel 2013 sempre da Rizzoli.

## Edizioni
- Giovanni Testori, colloquio con don Luigi Giussani, Il senso della nascita, 1ª ed., Milano, Biblioteca Universale Rizzoli, I libri della speranza, ottobre 1980,  p. 128, SBN LIA0218177.
- Giovanni Testori, colloquio con don Luigi Giussani, Il senso della nascita, Roma, supplemento a Il Sabato, n° 51-52, 30 dicembre 1989,  p. 123, SBN RAV0114798.
- Il senso della nascita in  Giovanni Testori, La maestà della vita e altri scritti, a cura di Giuseppe Frangi e Davide Rondoni, 1ª ed., Milano, Biblioteca Universale Rizzoli, I libri dello spirito cristiano, 1998,  p. 499, ISBN 88-17-11270-4.
- Luigi Giussani, Giovanni Testori, Il senso della nascita, 1ª ed., Milano, Biblioteca Universale Rizzoli, I libri della speranza, febbraio 2013,  p. 160, ISBN 978-88-17-06310-4.